# Vostochni (Kushchóvskaya, Krasnodar)
Vostochni (del ruso: Восточный) es un jútor del raión de Kushchóvskaya del krai de Krasnodar, en Rusia. Está situado 7 km al norte de Kushchóvskaya y 178 km al norte de Krasnodar, la capital del krai. Tenía 175 habitantes en 2010
Pertenece al municipio Kushchóvskoye.